# ゴーストダイアリーズ
『ゴーストダイアリーズ』は、2021年9月10日公開の日本映画。主演は北村諒と日向野祥。
人里離れた民宿にて、霊と交信できる能力を持つ青年と、特別な能力はないが真っ直ぐで純粋な性格のフリーライターの2人に起こる不可思議な体験を描く。

## キャスト
- 慎一：北村諒
- 雅：日向野祥
- カズキ：柿本光太郎（幼少期：伍藤奏）[1]
- 田崎：倉田てつを[1]
- 幽霊の少女：伊藤愛彩

## スタッフ
- 監督・撮影：曽根剛
- 脚本：目黒啓太
- プロデューサー：長田安正、菅谷英一、高槻華
- 録音：光地拓郎
- 音楽：鷹尾まさき
- CG：前田勇一郎
- ヘアメイク：正田篤子
- 衣装：森内陽子
- 助監督：小菅規照
- 挿入歌：萌々奈「還り道」（TWIN PLANET）
- 主題歌：EMBLEM（演舞Re夢）「風になれ」（GFA）
- 配給：ユナイテッドエンタテインメント
- 製作プロダクション：ドリームホルダー
- 製作：「ゴーストダイアリーズ」製作委員会